# Гільдія режисерів Канади
Гільдія режисерів Канади (англ. Directors Guild of Canada, DGC; фр. Guilde canadienne des réalisateurs) — профспілка, що представляє понад 5500 професіоналів 48 різних професій у кіно- і телеіндустрії Канади. Заснована в 1962 році, DGC представляє режисерів, монтажерів, асистентів режисерів, менеджерів локацій, асистентів виробництва та інших.
DGC має окружні ради в наступних провінціях: Британська Колумбія, Альберта, Саскачеван, Манітоба, Онтаріо, Квебек, Ньюфаундленд і Лабрадор, а також Атлантична окружна рада (представляє Нью-Брансвік, Нову Шотландію та Острів Принца Едуарда). Однак у Квебеку певні позиції представлені іншими профспілками, такими як «IATSE 514» та квебекська профспілка «AQTIS». Кожна районна рада уклала свою власну стандартну угоду для представлення інтересів своїх членів.
Головний офіс Гільдії режисерів Канади розташована на Г'юард-стріт, Торонто, провінція Онтаріо.

## Нагородження
Гільдія режисерів Канади проводить щорічну церемонію нагородження за досягнення в режисурі, продакшн-дизайні, монтажі зображення та звуку в наступних категоріях, а також в інших
- За видатне режисерське досягнення в повнометражному художньому фільмі
- За видатне режисерське досягнення в сімейному серіалі
- Премія DGC Аллана Кінга за найкращий документальний фільм
- Премія Жан-Марка Валле «DGC Discovery Award» для режисерів-початківців.

## Гаряча лінія HAVEN
1 червня 2019 року ACTRA та Гільдія режисерів Канади спільно запустили гарячу лінію HAVEN для своїх членів у Канаді з цілодобовою підтримкою, аутсорсинговою компанією Morneau Shepell за додаткової фінансової підтримки AFBS та Telefilm Canada.